# Dermohypodermite bactérienne nécrosante
 Mise en garde médicale
La dermohypodermite bactérienne nécrosante est une infection grave atteignant de façon variable le derme, l'hypoderme et les muscles. Contrairement à la fasciite nécrosante, les fascias ne sont pas atteints. Le streptocoque du groupe A est le germe le plus fréquemment isolé même s'il existe souvent une infection plurimicrobienne. L'évolution peut être fatale par extension locale et septicémie. Le traitement est médicochirurgical, associant réanimation, antibiothérapie et mise à plat chirurgicale des zones nécrosées et infectées.
Le traitement est chirurgical pour les parties nécrosées ( Amputation Chirurgicale ) .